# Main Street Station Hotel and Casino and Brewery

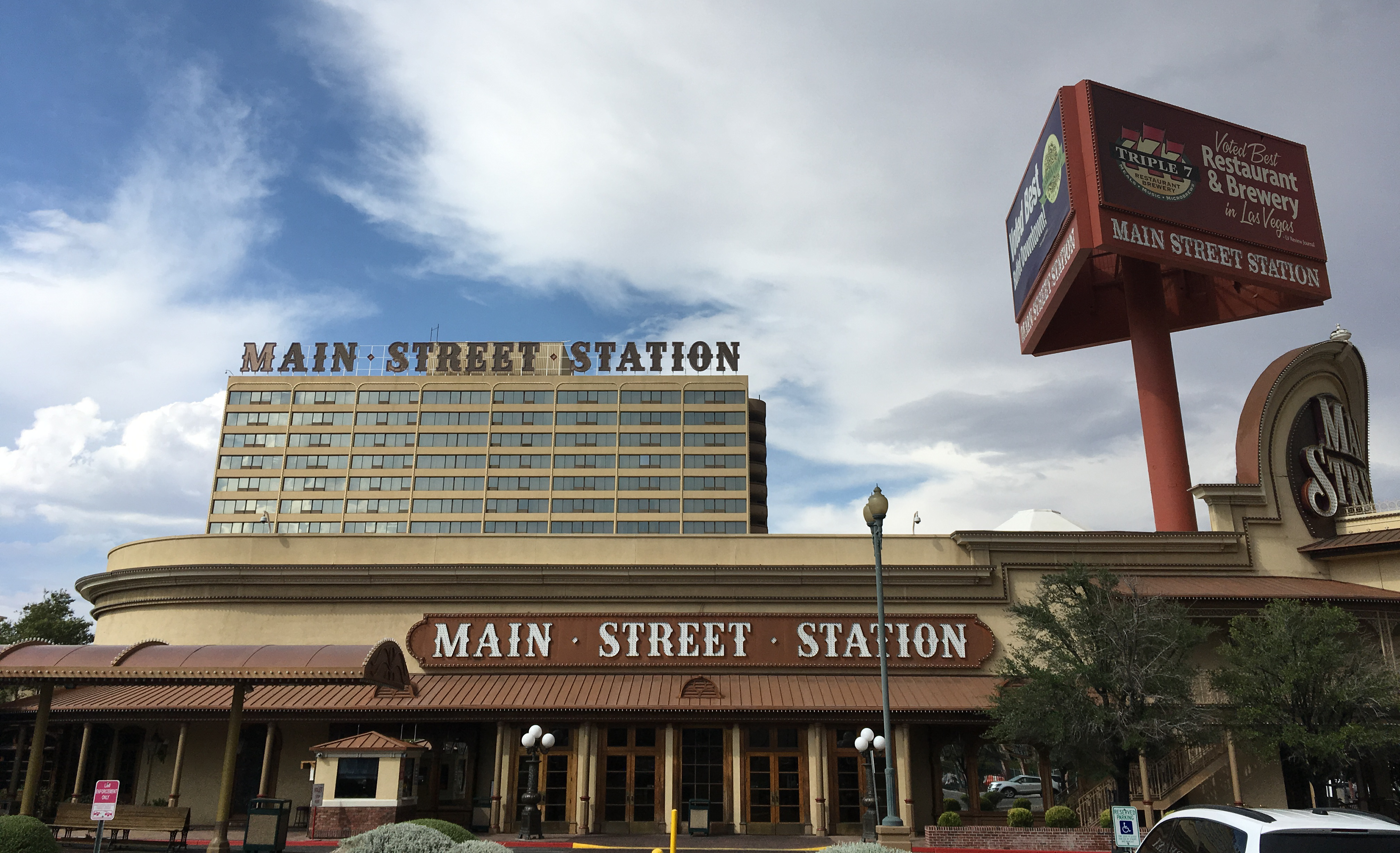
Main Street Station - Las Vegas

Main Street Station Hotel and Casino and Brewery est un hôtel-casino situé à Las Vegas, dans l'État du Nevada, aux États-Unis. Il se trouve dans le Downtown de Las Vegas en face du California Hotel and Casino, près du Fremont Street Experiences. Cet hôtel appartient à la Boyd Gaming Corporation. L'hôtel propose un bar-restaurant : Triple 7 BrewPub, un steakhouse (restaurant américain où l'on mange surtout du steak) : Pullman Grille et un buffet (self) : Garden Court Buffet.

## Histoire
La propriété a ouvert ses portes en tant que Holiday International en 1978. Le casino de la propriété, exploité par Major Riddle, a fermé en septembre 1980 après avoir fait faillite,. L'hôtel, une franchise Holiday Inn, a fermé en 1984, à la suite d'une grève prolongée des travailleurs,.
La propriété a rouvert en 1987 sous le nom de Park Hotel and Casino, développé par l'investisseur japonais Katsuki Manabe,. Le Park a fermé en 1990.
Main Street Station a été initialement proposé comme un projet de réaménagement, Church Street Station, comprenant de manière controversée une propriété en bordure de la bande acquise par eminent domain dont la valeur persiste dans un litige. N'ayant pas réussi à obtenir la propriété à temps, l'hôtel-casino a été développé à partir de l'hôtel Park existant, avec un budget de 82 millions de dollars, par le promoteur floridien Bob Snow, à l'image de sa célèbre attraction d'Orlando, également appelée Church Street Station, en août 1991. L'hôtel/casino/club-hop dans cette forme a duré moins d'un an.
Boyd Gaming a acheté la propriété en faillite en 1993 pour 16,5 millions de dollars et a également acquis un terrain adjacent de la ville pour y construire un parking. Après avoir dépensé 45 millions de dollars supplémentaires pour des rénovations, Boyd a rouvert Main Street Station en novembre 1996,. La propriété est populaire parmi les Hawaïens. Les casinos du Nevada ont été contraints de fermer en mars 2020 en raison de la pandémie de COVID-19 dans l'État. Bien que la plupart des casinos aient rouvert en quelques mois, Main Street Station est resté fermé pendant plus d'un an,. Il a rouvert le 8 septembre 2021.